# Otto von Bentheim
Otto von Bentheim (* im 13. Jahrhundert; † vor dem 3. August 1320) war Domherr in Münster.

## Leben

### Herkunft und Familie
Otto von Bentheim war der älteste Sohn des Grafen Egbert von Bentheim und dessen Gemahlin Hadewigis von Oldenburg, Tochter des Grafen Johann von Oldenburg, und entstammte damit dem Geschlecht der Gerulfinger, der ersten Grafenfamilie in (West-)Friesland und Holland.
Seine Geschwister waren
- Johann II., der als Nachfolger seines Vaters im Jahre 1305 die Regentschaft in Bentheim übernahm
- Ekbert († 1335), Vizedominus in Münster
- Heinrich, Pfarrer zu Bakel
- Christian, Domherr in Bremen
- Hedwig, Priorin im Stift Vreden
- Lisa, Äbtissin von Freckenhorst (1324–1328)
- Oda, Äbtissin im Stift Metelen
- Balduin, Domherr zu Osnabrück
- Jutta, Nonne im Stift Vreden
- Odilia, ⚭ Arnold III. Graf von Almelo

### Wirken
Otto findet als Domherr zu Münster erstmals 1297 oder 1298 urkundliche Erwähnung. Er gehörte zu den Gegnern des Bischofs Otto von Rietberg. Dieser forderte das Domkapitel am 26. November 1303 auf, gegen die Domherren Otto und Wikbold von Lohn wegen ihres Verhaltens vorzugehen und sie zu exkommunizieren. Otto gehörte bis zum Jahre 1313 dem Domkapitel an.